# Simon Mpondo
 (juin 2020).
Pour les articles homonymes, voir Mpondo (homonymie).
Simon Mpondo, né à une date inconnue et mort en 1979, est un ingénieur et écrivain camerounais.

## Biographie

### Carrière
Simon Mpondo c'est ingénieur chez Mobil à Douala.
Il a co-écrit plusieurs ouvrages notamment avec David Mandesi.

## Assassinat
Il est mort assassiné lui-même, sa femme et leur fils Nicolas de 3 ans à Douala.